# Spiegelung (Psychologie)
Der Begriff Spiegeln wird in der Psychologie in mindestens vier Bereichen in jeweils eigenem Sinn gebraucht:
- in der psychoanalytisch orientierten Gruppenanalyse und Supervision
- in der Humanistischen Psychologie von Carl Rogers
- in der Theorie des Narzissmus von Heinz Kohut
- in der Kommunikation

## Spiegelungen im Verständnis der Psychoanalyse
Aus der Psychoanalyse ist bekannt, dass sich alte Beziehungskonstellationen mit den dazugehörigen Konflikten und Gefühlen in der Therapiesituation wiederholen. In diesem Sinne ist der Begriff Spiegelung eine andere Bezeichnung für das Konzept von Übertragung und Gegenübertragung.
Zudem hat Enid Balint in der Supervision von Ärzten (Balintgruppe) bemerkt, dass sich die Beziehungsmuster der Patienten, über die in der Supervision gesprochen wurde, sich in der Supervisionsgruppe samt den dazugehörigen Gefühlen selbst wiederholten und auf diese Weise der Erkenntnis und Bearbeitung zugänglich wurden.

## Spiegeln in der klientenzentrierten Psychotherapie von Carl Rogers
In der klientenzentrierten Psychotherapie bezeichnet Spiegeln den Versuch einer Person, auf Verhaltensweisen ihres Gesprächspartners so zu reagieren, dass sie seine Perspektive einnimmt und das Verstandene an ihn „zurückspiegelt“. Das heißt, die Person gibt in eigenen Worten das zurück, was sie von ihrem Gegenüber an Inhalten, Gefühlen und Bedürfnissen verstanden hat.
Die Methode erfordert ein hohes Maß an empathischen Fähigkeiten und sensiblen Umgang. Bei ihrem Begründer Carl Rogers ist diese Empathie ein Pfeiler eines Gesamtkonzepts, zu dem als weitere Säulen die unbedingte Achtung vor dem anderen und die Kongruenz oder Authentizität gehören.
Ein häufiges Missverständnis, das diese Methode diskreditiert hat, ist, durch bloße mechanische Wiedergabe des Gesagten ein „Spiegelbild“ erzeugen zu können.
Da umgekehrt die Grundsätze dieses Ansatzes leicht zu verstehen sind, ist er vielfach in Konzepte der Gesprächsführung aufgenommen worden, so auch in die christliche Seelsorge und Pastoraltheologie und in die Mediation, wo „Spiegeln“ dazu beiträgt, Blockaden zu lösen, weil es den Parteien hilft, die jeweils eigene Position aus der Distanz wahrzunehmen.

## Spiegelungen beim Verständnis des Narzissmus durch Heinz Kohut
Für Heinz Kohut bezieht sich der Begriff der Spiegelung auf die einfühlsame Äußerung der Mutter auf die kindlichen Äußerungen, also auf das Aufnehmen und die Imitation von Gestik und Mimik des Kindes, gegebenenfalls ihre Versprachlichung und eine positiv emotionale Reaktion, die deutlich macht, dass das Kind in seinem Da-Sein und seinem Tun gewollt ist (siehe auch: Babysprache). Berühmt geworden ist der damit in Verbindung gesetzte Ausdruck vom „Glanz im Auge der Mutter“.
Insbesondere für Säuglinge und Kleinkinder ist eine ausreichende Spiegelung durch die Bezugsperson von entscheidender Bedeutung. Da ein Kind seine neue individuelle Wirklichkeit nach Geburt und körperlicher Abnabelung erst mit dem Krabbeln erproben und zunehmend erfahren kann (mit durchschnittlich 21 Monaten begreift es sich dann bewusst als „Ich“), erlebt es sich als Baby noch als Teil seines Umfeldes, d. h. als Einheit mit seiner Bezugsperson (Symbiose). Erst die Empathie dieser Bezugsperson, ihr Mitgefühl mit seiner schnell wechselnden psychosomatischen Wirklichkeit, gibt einem Baby die An-Erkennung und Würdigung, die das lebenswichtige Selbstwertgefühl sicher im „Selbst“ und nicht nur im „Ich“ und dessen Prägung begründet.
Ohne diese Spiegelung erfährt sich ein Säugling schnell emotional alleingelassen und damit real höchst gefährdet. Wenn sein erschrecktes, ängstliches oder auch empörtes Geschrei nicht zu der für ihn lebenswichtigen Bestätigung seiner emotionalen Wirklichkeit führt, wird er real genötigt, sich den psychischen Bedingungen seines Umfeldes anzupassen. Da jede Art Leben auf Interaktion angewiesen ist, können psychosomatische Wesen wie der Mensch nicht ohne Schaden längerfristig auf materiellen Austausch (Sauerstoff und Nahrung) und emotionale Interaktion mit ihrem Umfeld verzichten. Ungenügend gespiegelte Säuglinge werden deshalb instinktiv – um des Überlebens willen – sehr schnell lernen, so zu agieren, dass sie positive oder auch negative Bestätigung ihrer selbst bekommen, oder aber selbst zu Spiegeln für ihr Umfeld werden. Solche Verformungen zu eher narzisstischen Charakteren im ersten Fall oder depressiven Charakteren bei Unterordnung bzw. Anpassung stellen Voraussetzungen für spätere Neurosen – sie werden als narzisstische Frühschäden bezeichnet. Tatsächlich haben sie ganzheitliche Folgen, denn sie lassen sich nicht nur psychisch, sondern auch somatisch und in einem eingeschränkten Selbstbewusstsein nachweisen. Die muskulären Anspannungen und damit verbundene Prägung des Körperbildes beispielsweise hat der Begründer der bioenergetischen Körpertherapie Alexander Lowen differenziert beschrieben. Natur gemäß kann die Würde des Menschen bei nur mangelhaft erfahrener eigener Würdigung auch nicht selbst-verständlich werden.
Wollen Eltern ihre Kinder ganzheitlich, d. h. körperlich, seelisch und geistig gesund fördern, dann werden sie sich die Zeit für ausreichende Spiegelung ganz besonders in der Zeit der „Ich“-Entwicklung – also in den ersten 2 Jahren – nehmen. Noch werden die Charaktere sehr vieler, wenn nicht der meisten Menschen nachhaltig und oft lebenslang durch ungenügend erfahrene Empathie in der Säuglingszeit verformt. Denn wenn sich das Selbstwertgefühl von Menschen erst einmal auf ein (durch die Prägung) bestimmtes Image gründet, wenn Menschen erst einmal verinnerlicht haben, dass sie sich An-Erkennung durch ihr provozierendes oder angepasstes, sich unterordnendes Verhalten verdienen müssen, dann sind sie sehr schwer von dieser unbewussten Überzeugung zu heilen, die sie doch als einmal lebenserhaltend erfahren haben. So dauert es in Therapien zumeist Jahre und gelingt keineswegs immer, Patienten/Klienten zu helfen, ihre verdrängten, in Körperverspannungen verhaltenen Emotionen zu lösen und bewusst zu fühlen. Die an-erkennende Spiegelung ihrer emotionalen Wirklichkeit durch ihre Therapeuten kann und soll ihnen dazu verhelfen. Diese Würdigung des „wahren Selbst“ soll das lebensnotwendige Selbstwertgefühl im menschlichen Da-Sein und eben nicht (ausschließlich und neurotisch) in bestimmtem Verhalten, besonderen Fähigkeiten, aufgrund von Aussehen, Position, Macht oder Geld begründen. Lernt das erwachsene „Ich“ der Patienten durch das an-erkennende Spiegeln den achtungsvollen Umgang mit sich selbst, dann wird sich das „Ich“ auch zunehmend seiner selbst bewusst. Diese Nachhilfe wäre viel seltener nötig, wenn Eltern mehr über die Bedeutung der Spiegelung wüssten und bei ihrer Zuwendung berücksichtigten.

## Spiegeln in der Kommunikation
Carl Rogers’ Methode baut auf dem Spiegeln von Gestik und Mimik im Sinne von Heinz Kohut auf. Frank Farrelly, ein direkter Schüler von Carl Rogers, hat aus dessen Ansatz die Provokative Therapie entwickelt.
Die Grundidee ist, dass der Therapeut die selbstschädigenden Verhaltensweisen des Klienten humorvoll persifliert, so dass der Klient selbst sein Verhalten erkennt und darüber lachen kann („ihm humorvoll der Spiegel vorgehalten wird“) und er damit größere mentale Distanz und Freiheit gewinnt. Darüber hinaus wagt der provokative Therapeut Bewertungen auszusprechen, die der Klient insgeheim zwar selbst denkt, aber für sich behält.
Als Methode verwendet Neuro-Linguistisches Programmieren (NLP) das Spiegeln auch unter dem Begriff Pacing (englisch Anpassen, Mitgehen). Dies basiert auf der Annahme, dass sich Menschen, die sich gut verstehen, einander angleichen (unter anderem in Tonfall, Lautstärke, Sprechtempo, Körperhaltung, Distanz, Direktheit des Auftretens). Allerdings konnte nicht bestätigt werden, dass es vorteilhaft ist, wenn ein Berater dasselbe System nutzt wie der Klient. Zudem hat sich gezeigt, dass das bewusste Nachahmen der Körpersprache und Sprechweise zu negativen Reaktionen führen kann.
Teilweise werden die Begriffe symmetrische und antisymmetrische Spiegelung verwendet.